# 紫草坞站
紫草坞站是一个位于中国北京市房山区阎村镇介于大件路与阎河路之间，属于北京地铁燕房线的地铁车站。2017年12月30日随燕房线主线开通而投入使用。

## 位置
紫草坞站位于西南六环外，大件路与阎东路（均大致呈东西走向）之间，南北走向布置，该位置原为北京奥远建材有限公司院内。车站由于临近大紫草坞村和小紫草坞村而得名。

## 车站结构

### 车站楼层
紫草坞站为地上二层高架车站，一层为站厅层，二层为岛式站台。车站为四柱三跨框架结构，全长118米，宽18.4米，建筑高度18.45米，总建筑面积5552.3平方米。设有东、西两个出入口。
| 地上二层 站台层 |                            | █ 燕房线往燕山（阎村）          |
| 地上二层 站台层 | 岛式站台，左側開门         |                                 |
| 地上二层 站台层 | █ 燕房线往阎村东（終點站） |                                 |
| 地面层 站厅层   | 站厅                       | A-B出入口、客务中心、进出站闸机 |

## 出入口
|                               |        |                              |      |  |
| 編號                          | 指示   | 建議前往目的地               | 图片 |  |
| 出口 · A · 1 · 无障碍通道标志 | 大件路 | 阎河路、北京理工大学房山分校 |      |  |
| 出口 · A · 2                  | 大件路 | 阎河路、北京理工大学房山分校 |      |  |
| 出口 · B · 1                  | 大件路 | 阎河路                       |      |  |
| 出口 · B · 2 · 无障碍通道标志 | 大件路 | 阎河路                       |      |  |
| 註： 設有                     |        |                              |      |  |